# ویلیام کوکران (فیزیکدان)
ویلیام کوکران (انگلیسی: William Cochran؛ زاده ۳۰ ژوئیهٔ ۱۹۲۲
درگذشته ۲۸ اوت ۲۰۰۳) یک فیزیک‌دان اهل بریتانیا بود.
کوکران در اسکاتلند متولد شد و در دبیرستان بورومویر در ادینبورگ تحصیل کرد و در دانشگاه ادینبورگ فیزیک خواند. او دکترای خود را تحت نظر آرنولد بیورز در گروه شیمی در کریستالوگرافی اشعه ایکس ساکارز به پایان رساند. وی برای کار با لارنس براگ به دانشگاه کمبریج نقل مکان کرد و در ۱۹۵۱ مقام تصدی خود را به دست آورد. کوکران با استفاده از فرانسیس کریک روش‌هایی را برای استنباط الگوهای مارپیچی از داده‌های کریستالوگرافی ابداع کرد که در نهایت منجر به حل ساختار دی‌ان‌ای شد. 